# Бадув-Ґурни
Бадув-Ґурни (пол. Badów Górny) — село в Польщі, у гміні Мщонув Жирардовського повіту Мазовецького воєводства.
Населення — 101 особа (2011).
У 1975-1998 роках село належало до Скерневицького воєводства.

## Демографія
Демографічна структура станом на 31 березня 2011 року:
|          | Загалом | Допрацездатний вік | Працездатний вік | Постпрацездатний вік |
| -------- | ------- | ------------------ | ---------------- | -------------------- |
| Чоловіки | 55      | 16                 | 31               | 8                    |
| Жінки    | 46      | 14                 | 25               | 7                    |
| Разом    | 101     | 30                 | 56               | 15                   |